# Enrichissement sans cause en droit français
Pour un article plus général, voir Enrichissement sans cause.
L'enrichissement sans cause, également appelée action de in rem verso sous l'influence d'Aubry et Rau, est le premier quasi-contrat créé par la jurisprudence. Il s'agit de permettre à une personne qui s'est acquittée sans raison d'une obligation, et qui s'est donc appauvrie, de demander à être remboursée par celui qui s'est enrichi à son détriment. Ainsi, nul ne peut s'enrichir aux dépens d'autrui.
C'est l'arrêt dit « des engrais » de la chambre des requêtes de la Cour de cassation du 15 juin 1892 Boudier c. Patureau-Mirand qui consacre un revirement de jurisprudence et crée ex nihilo une nouvelle catégorie de quasi-contrats : l'enrichissement sans cause.
L'ordonnance no 2016-131 du 10 février 2016 qui porte réforme du droit des obligations (en vigueur le 1er octobre 2016) codifie le régime jurisprudentiel de l'enrichissement sans cause sous l'appellation « enrichissement injustifié » aux articles 1303 à 1303-4 du Code civil. Il s'agit de la première consécration par les textes d'une création prétorienne de quasi-contrat.

## Naissance de la théorie de l'enrichissement sans cause et de l'actionde in rem verso
La théorie de l'enrichissement sans cause n'est pas expressément formulée par le code civil. Le législateur de 1804 n'a prévu que quelques cas particuliers : constructions faites sur un terrain d'autrui (qui deviennent la propriété, par accession, de celui à qui appartient le terrain : art. 552 du Code civil), impossibilité pour un incapable faisant annuler un contrat qu'il a passé de garder le profit retiré, récompenses dues par un époux à l'autre, lorsqu'il s'est enrichi aux dépens de la masse commune (art. 1467 du Code civil).
On s'est assez vite demandé, au cours du XIXe siècle, s'il ne convenait pas d'étendre le champ d'action de cette notion d'enrichissement sans cause, en dehors des cas expressément prévus par le législateur.
L'autonomie de la notion d'enrichissement sans cause a été reconnue par la Cour de cassation à la fin du XIXe siècle dans la célèbre affaire dite « des engrais » (D. 1892 1 596 S 1893 1 281). En l'espèce un marchand d'engrais avait vendu sa marchandise à un fermier exploitant les terres du propriétaire. À la suite de la résiliation du bail, l'exploitant s'est retrouvé insolvable. Le marchand a été admis à prouver que les engrais chimiques, qu'il avait fournis au fermier, ont été employés sur les terres d'un tiers (le propriétaire) , pour servir à des ensemencements dont ce propriétaire a profité. L'emploi desdits engrais dans ces conditions peut donner naissance à l'action de in rem verso. Cette solution, prise en équité, crée de fait un nouveau quasi-contrat qui permet au marchand d'engrais (appauvri), d'être indemnisé par le propriétaire des terres qui s'est ainsi retrouvé indirectement enrichi par le traitement de ses terres.
La jurisprudence affirme à cette occasion pour la première fois, ce principe d'une façon générale, en dehors des cas précisés par la loi. La Cour de cassation a ensuite précisé, dans des arrêts ultérieurs, cinq conditions nécessaires pour que cette action soit recevable. Ce sont ces conditions qui ont été reprises aux articles 1303 à 1303-3 du Code civil.
Quant aux autres précisions jurisprudentielles de ce régime, nul doute qu'elles subsisteront.

## Conditions de l'enrichissement injustifié
Pour intenter une action dans le cadre de l’enrichissement sans cause (article 1303 du Code civil), il faut :
- qu'une personne se soit enrichie (accroissement de son patrimoine ou octroi d'un avantage) ou ait évité une perte ou une dépense qu'elle aurait dû faire (Civ. 1° 25/01/1965, Gaz. Pal. 1965 1 p. 198). Cette augmentation peut être aussi bien un élément matériel qu’un élément intellectuel.
- qu'une autre personne ait subi un appauvrissement, une perte financière réelle ou un manque à gagner, et qu'elle n'ait pas agi dans son propre intérêt (situation qui fait disparaître tout préjudice). Enfin l'appauvrissement délibéré ne fonde pas un droit ultérieur à indemnité; tel est le cas dans les relations entre amis (Civ. 1/03/1989 Bull. civ. III no 49 p. 29).
- qu'il existe un lien de causalité entre l’appauvrissement et l’enrichissement. C'est-à-dire que l'appauvrissement et l'enrichissement soient corrélatifs,de manière médiate ou immédiate (C. civ 1° 26/08/1962 JCP 1983 II 19992, not Ph Terri).
- que l’enrichissement soit sans cause, c’est-à-dire qu’aucune raison juridique (obligation ou libéralité) ne justifie l’enrichissement de celui qui en a bénéficié (article 1303-1).
- que l’appauvri ne dispose d’aucune autre action judiciaire, que ce soit contre l’enrichi ou contre tout tiers, lui permettant de prétendre récupérer ce dont il s’est appauvri. Ce « caractère subsidiaire de l'action » de in rem verso qui limite le champ d'application de cette théorie (Cass 10/10/2000 D 2000 AJ p. 409 obs V. Avena-Robardet) est solennellement réaffirmé à l'article 1303-3.

Concernant l'éventualité d'une faute de la part de l'appauvri, la jurisprudence distinguait deux situations :
1. si la faute est intentionnelle (dol) ou s'il s'agit d'une faute lourde (confinant au dol), l'exercice de l'action est paralysé.
2. si la faute est non intentionnelle, l'exercice de l'action reste ouvert à l'appauvri. Mais si elle cause un préjudice à l'enrichi, l'appauvri engage sa responsabilité civile quasi-délictuelle, et des éventuels dommages et intérêts pourront alors venir en déduction de a créance de l'appauvri imprudent. C'est le juge qui modère alors l'indemnisation en tenant compte de ces éléments (article 1303-2).

En l'espèce de l'arrêt fondateur de cette distinction de situation, un commissaire-priseur avait vendu un meuble qui s'était finalement révélé être un faux. L'acheteur a donc poursuivi le commissaire-priseur en demande de dommage et intérêt, qui lui-même a intenté une action in rem verso contre le propriétaire initial du meuble qui s'est fortement enrichi de cette vente. La Cour de cassation a estimé que « le fait d'avoir commis une imprudence ou une négligence ne prive pas celui qui, en s'appauvrissant, a enrichi autrui, de son recours fondé sur l'enrichissement sans cause. » (Civ 1re, 3 juin 1997, n°95-13.568).
La chambre commerciale continue cependant de retenir la solution antérieure consistant à exclure le droit à l'action de in rem verso en cas de faute la part de l'appauvri, qu'elle soit intentionnelle ou non (Cass. Com. 19 mai 1998 n°96-16.393).

## Effets de l'enrichissement injustifié
- L’appauvri a droit à une indemnisation qui va être soumise à une double mesure, celle de l'enrichissement et celle de l'appauvrissement. Lorsque le montant de l’enrichissement et celui de l’appauvrissement sont différents, l’appauvri ne peut réclamer que la plus faible des deux sommes, à moins que l'enrichi ne soit de mauvaise foi. Dans ce cas l'indemnité due sera celle est égale à la plus forte de ces deux valeurs.
- Alors que l'indemnité était autrefois appréciée au moment de la demande en justice (Civ. 1° 19/01/1953 D 1953 p. 234), l'article 1303-4 impose désormais d'apprécier l'appauvrissement ou l'enrichissement au jour du jugement.